# Thor: Vikings
(Narratore sugli invasori vichinghi)
Thor: Vikings (Thor: Vikings) è una storia a fumetti del personaggio Thor scritta da Garth Ennis e disegnata da Glenn Fabry, pubblicata dalla Marvel Comics nel 2004.

## Trama
La storia narra dell'arrivo di un gruppo di temibili e crudeli vichinghi a New York, dopo un viaggio lungo mille anni.

## Pubblicazione in lingua italiana
La storia è stata pubblicata in Italia dalla Panini Comics a dicembre 2004 in un volume per fumetterie della collana 100% Marvel Max.